# タイム (ピンク・フロイドの曲)
「タイム」（英語: Time）は、イギリスのプログレッシブロックバンド、ピンク・フロイドの曲。1973年に発売された8枚目のアルバム『狂気』の4曲目として収録され、アメリカでシングルとしてリリースされた。ベーシストのロジャー・ウォーターズ作詞、作曲は4人のバンドメンバー全員である。キーボーディストのリチャード・ライトとギタリストのデヴィッド・ギルモアがそれぞれのパートでボーカルをとっている。
歌詞は時間が過ぎていくことを題材としている。ウォーターズは自分が人生において何の準備もしていないことに気付いたときにこの題材を思いついた。彼は28歳か29歳の頃のことであったとインタビューで回想している。 時計が鳴り響く長いイントロ演奏が有名である。サウンドは、エンジニアのアラン・パーソンズによって四重奏テストとして作られたアンティークストアにて録音されており、このアルバムの録音を目的として作られた場所というわけではなかった 。
アルバムのトラックには、「Breathe」の再演も含まれている（「Home. Home Again」以降の歌詞の部分）。アルバムにおいて4人の主要メンバー全員が作詞作曲とクレジットとなっている唯一の曲であり、これ以降のディスコグラフィーにおいても最後の曲となった。

## 構成
「タイム」はF＃マイナーキーの曲である。曲の冒頭の時計の音は、骨董店で別々に録音された。時計の音の後にはニック・メイスンのロートトムによるドラムソロと、ロジャー・ウォーターズのミュートされたベースの音により表現された時計の針の音の演奏が2分間続く。デヴィッド・ギルモアがヴァースを歌い、ブリッジではリチャード・ライトによるリードボーカルに、女性ボーカルとギルモアのコーラスが加わる 。
1994年のフィル・テイラーのインタビューによると、ギルモアはLexicon PCM -70を使用して、「Time」で聴くことができるサーキュラー・ディレイを再現していたという 。
ヴァースのセクションのコード進行はF＃マイナー、Aメジャー、Eメジャー、F＃マイナーの循環となっている。ギルモアのギターとライトのキーボードがそれぞれステレオの左右に振られている。このセクションではギルモアがリードをとる 。
ライトが歌うブリッジのセクションでは、マルチトラックの女性のバックコーラスに加え、後半にギルモアのコーラスがある。Dメジャー7thとAメジャー9thが繰り返されている。 Dメジャー7thはD、F♯、A、C♯の音を持ち、これはDがベースのF♯マイナーコードと解釈することができる。これは曲全体のキーに調和している。このセクションの後半では、Dメジャー7thからC＃マイナー、Bマイナー、Eメジャーという進行となる 。
最初のブリッジでは、ギルモアによるギターソロにつながり、ヴァースからブリッジにかけて演奏される。ソロに続いてギルモアによる次のヴァースが続く。ブリッジが繰り返されると、それまでのEメジャーが含まれないコード進行の代わりに、BマイナーからFメジャーの進行となる。しかし、ウォーターズのベースはBのままであり、「Breathe（Reprise）」のEマイナーのキーへの遷移としての不協和音が発生する 。
ピンク・フロイドは1972年から1975年までライブでこの曲を演奏し、そしてウォーターズの脱退後1987年から1994年も演奏した。ウォーターズはソロコンサートにおいて、1999年のイン・ザ・フレッシュに始まり、2006年から2008年までダークサイド・オブ・ザ・ムーン・ライブや2017年から2018年のUs+Themで自らのボーカルで再び演奏を行った。ギルモアはピンク・フロイドのパルスツアー以降、彼のソロツアーのすべてのライブでこの曲を演奏しており、また、リチャード・ライトが亡くなるまではアルバム同様共にボーカルをとっていた。

## 評価
「The Dark Side of the Moon」のコンテンポラリー・レビューにおいて、ローリング・ストーン誌のロイド・グロスマンは「Time」に肯定的なレビューを与え、このトラックを「デヴィッド・ギルモアによるパワフルなギターソロを備えた素晴らしいカントリー調のロッカー」と表現した。

## 映画
ライブパフォーマンス中には、イアン・エムズによるアニメーション映画を背景に投影していた  。その後、この映画は PulseDVDの追加内容として含まれている 。

## 参加メンバー
- デヴィッド・ギルモア – エレキギター、ボーカル、コーラス
- リチャード・ライト – オルガン、 [9]エレクトロニック・ピアノ、 [9] EMS VCS 3 、リードボーカル
- ロジャー・ウォーターズ – ベース、EMS VCS 3 [10]
- ニック・メイスン – ドラム、ロートトム
- ドリス・トロイ – バックボーカル
- レスリー・ダンカン – バックボーカル
- ライザ・ストライク – バックボーカル
- バリー・セント・ジョン – バックボーカル

## ライブバージョン
- この曲のライブバージョンは、ピンク・フロイドのアルバム『光〜PERFECT LIVE!』と『P.U.L.S.E』に収録されている。『光〜PERFECT LIVE!』には、「Breath」のリプライズは含まれてない。
- ロジャー・ウォーターズのソロバージョンでは、ウォーターズとドイル・ブラムホール2世とジョン・カリンのボーカルによる演奏が『イン・ザ・フレッシュ：ライブ』に収録されている。
- リチャード・ライトによるライブバージョンは、デヴィッド・ギルモアのソロDVD『Remember That Night』とアルバム『Live in Gdańsk』に収録されている。

## 大衆文化

### テレビ、映画、ビデオゲーム
- マーベル・シネマティック・ユニバースプロダクションによる『エターナルズ』のオープニングでこの曲が使用された [11]。
- 『ひらけ!ポンキッキ』のミニコーナーで本曲の冒頭部が使われた。

## 記録
| 国/地域                                             | 認定   | 認定/売上数 |
| --------------------------------------------------- | ------ | ----------- |
| イタリア (FIMI) sales since 2009                    | Gold   | 25,000      |
| イギリス (BPI) sales since 2009                     | Silver | 200,000     |
| * 認定のみに基づく売上数 ^ 認定のみに基づく出荷枚数 |        |             |